# Il ritorno del mostro della palude
Il ritorno del mostro della palude (The Return of Swamp Thing) è un film del 1989 diretto da Jim Wynorski.
Il soggetto è tratto dal personaggio dei fumetti Swamp Thing creato nel 1971 da Len Wein e Berni Wrightson. È il seguito del film del 1982 Il mostro della palude (Swamp Thing) diretto da Wes Craven. All'inizio del film, nei titoli di testa, ci vengono mostrati varie pagine di fumetti di Swamp Thing, e tra questi si intravede l'Arkham Asylum, e in una finestra di queste si vede il Joker, acerrimo nemico di Batman.

## Trama
Dopo la misteriosa morte della madre, Abby Arcane viaggia verso le paludi della Florida per affrontare il suo malvagio patrigno, il dottor Anton Arcane, che era stato resuscitato dopo la sua morte nel primo film. Nel tentativo di allontanare gli effetti dell'invecchiamento, Arcane, assistito dalla dottoressa Lana Zurrell, combina i geni di vari animali della palude e degli esseri umani, creando un esercito di mostri. Arcane cerca di usare la sua figliastra Abby nei suoi esperimenti genetici fino a quando non viene salvata da Swamp Thing, uno scienziato già trasformato in una creatura della palude dopo un confronto con Arcane, e dalla dottoressa Zurrell, che, scoperto il piano di Arcane, decide di aiutare Abby.

## Accoglienza
Il film ha vinto un Razzie Awards nel 1990 per la peggior attrice (Heather Locklear). Il film ha ricevuto per la maggior parte critiche negative. Ciò che ha contribuito all'insuccesso del film è stato il cambio di atmosfera rispetto al primo.

## Home video
In Italia, il film è edito dalla Pulp Video.